# Partecipanti allo Scheldeprijs 2023
Elenco dei partecipanti allo Scheldeprijs 2023.
Lo Scheldeprijs 2023 è stato la centonona edizione della corsa. Alla competizione presero parte ventuno squadre: dieci iscritte all'UCI World Tour 2023, dieci dell'UCI ProTeam e una UCI Continental Team.
Accreditati alla partenza 144 ciclisti.

## Corridori per squadra
| Uno-X Pro Cycling Team   | Uno-X Pro Cycling Team   | Uno-X Pro Cycling Team   | Soudal Quick-Step      | Soudal Quick-Step       | Soudal Quick-Step      | Alpecin-Deceuninck          | Alpecin-Deceuninck          | Alpecin-Deceuninck          |
| ------------------------ | ------------------------ | ------------------------ | ---------------------- | ----------------------- | ---------------------- | --------------------------- | --------------------------- | --------------------------- |
| N°                       | Ciclista                 | Clas.                    | N°                     | Ciclista                | Clas.                  | N°                          | Ciclista                    | Clas.                       |
| 1                        | Alexander Kristoff       | 88°                      | 11                     | Fabio Jakobsen          | 35°                    | 21                          | Jasper Philipsen            | 1°                          |
| 2                        | Marcus Sander Hansen     | R                        | 12                     | Tim Declercq            | 96°                    | 22                          | Jonas Rickaert              | 34°                         |
| 3                        | Louis Bendixen           | 133°                     | 13                     | Casper Pedersen         | NP                     | 23                          | Robbe Ghys                  | 125°                        |
| 4                        | Tord Gudmestad           | 89°                      | 14                     | Jannik Steimle          | 95°                    | 24                          | Senne Leysen                | 107°                        |
| 5                        | Kristoffer Halvorsen     | 17°                      | 15                     | Bert Van Lerberghe      | 45°                    | 25                          | Mathieu van der Poel        | 124°                        |
| 6                        | William Blume Levy       | 130°                     | 16                     | Stan Van Tricht         | 90°                    | 26                          | Ramon Sinkeldam             | 52°                         |
| 7                        | Søren Wærenskjold        | 55°                      | 17                     | Florian Sénéchal        | 46°                    | 27                          | Lionel Taminiaux            | 127°                        |
| Intermarché-Circus-Wanty | Intermarché-Circus-Wanty | Intermarché-Circus-Wanty | Astana Qazaqstan Team  | Astana Qazaqstan Team   | Astana Qazaqstan Team  | Bora-Hansgrohe              | Bora-Hansgrohe              | Bora-Hansgrohe              |
| N°                       | Ciclista                 | Clas.                    | N°                     | Ciclista                | Clas.                  | N°                          | Ciclista                    | Clas.                       |
| 31                       | Gerben Thijssen          | 5°                       | 41                     | Mark Cavendish          | 3°                     | 51                          | Jordi Meeus                 | 15°                         |
| 32                       | Jasper Dejaegher         | 58°                      | 42                     | Cees Bol                | 103°                   | 52                          | Shane Archbold              | NP                          |
| 33                       | Julius Johansen          | R                        | 43                     | Igor' Čžan              | 61°                    | 53                          | Patrick Gamper              | 87°                         |
| 34                       | Arne Marit               | 47°                      | 44                     | Evgenij Fëdorov         | 128°                   | 54                          | Jonas Koch                  | 109°                        |
| 35                       | Madis Mihkels            | 20°                      | 45                     | Dmitrij Gruzdev         | 86°                    | 55                          | Marco Haller                | 112°                        |
| 36                       | R. van Sintmaartensdijk  | 60°                      | 46                     | Martin Laas             | 114°                   | 56                          | Ryan Mullen                 | 43°                         |
| 37                       | Boy van Poppel           | 77°                      | 47                     | Gleb Syrica             | 82°                    | 57                          | Danny van Poppel            | R                           |
| Cofidis                  | Cofidis                  | Cofidis                  | Team Arkéa-Samsic      | Team Arkéa-Samsic       | Team Arkéa-Samsic      | Team DSM                    | Team DSM                    | Team DSM                    |
| N°                       | Ciclista                 | Clas.                    | N°                     | Ciclista                | Clas.                  | N°                          | Ciclista                    | Clas.                       |
| 61                       | Max Walscheid            | 7°                       | 71                     | Andrij Ponomar          | 49°                    | 81                          | Sam Welsford                | 2°                          |
| 62                       | André Carvalho           | 106°                     | 72                     | Ewen Costiou            | 30°                    | 82                          | Tobias Lund Andresen        | 131°                        |
| 63                       | Eddy Finé                | 50°                      | 73                     | David Dekker            | 122°                   | 83                          | Alberto Dainese             | 117°                        |
| 64                       | Piet Allegaert           | 44°                      | 74                     | Hugo Hofstetter         | 56°                    | 84                          | Niklas Märkl                | 116°                        |
| 65                       | Christophe Noppe         | 98°                      | 75                     | Daniel McLay            | 18°                    | 85                          | Tim Naberman                | 132°                        |
| 66                       | Jelle Wallays            | 104°                     | 76                     | Luca Mozzato            | 16°                    | 86                          | Casper van Uden             | 22°                         |
|                          |                          |                          |                        |                         |                        | 87                          | Alexander Edmondson         | 66°                         |
| Team Jayco AlUla         | Team Jayco AlUla         | Team Jayco AlUla         | Trek-Segafredo         | Trek-Segafredo          | Trek-Segafredo         | Lotto Dstny                 | Lotto Dstny                 | Lotto Dstny                 |
| N°                       | Ciclista                 | Clas.                    | N°                     | Ciclista                | Clas.                  | N°                          | Ciclista                    | Clas.                       |
| 91                       | Dylan Groenewegen        | 4°                       | 101                    | Edward Theuns           | 6°                     | 111                         | Caleb Ewan                  | 8°                          |
| 92                       | Zdeněk Štybar            | 126°                     | 102                    | Mathias Vacek           | 53°                    | 112                         | Jasper De Buyst             | 32°                         |
| 93                       | Luka Mezgec              | 91°                      | 103                    | Marc Brustenga          | 121°                   | 113                         | Jarrad Drizners             | 118°                        |
| 94                       | Lukas Pöstlberger        | 129°                     | 104                    | Daan Hoole              | 123°                   | 114                         | Jacopo Guarnieri            | 93°                         |
| 95                       | Blake Quick              | 119°                     | 105                    | Emīls Liepiņš           | 42°                    | 115                         | Rüdiger Selig               | 102°                        |
| 96                       | Elmar Reinders           | 100°                     | 106                    | Otto Vergaerde          | 36°                    | 116                         | Michael Schwarzmann         | 120°                        |
| 97                       | Campbell Stewart         | 92°                      |                        |                         |                        | 117                         | Liam Slock                  | 134°                        |
| Israel-Premier Tech      | Israel-Premier Tech      | Israel-Premier Tech      | Bingoal WB             | Bingoal WB              | Bingoal WB             | Bolton Equities Black Spoke | Bolton Equities Black Spoke | Bolton Equities Black Spoke |
| N°                       | Ciclista                 | Clas.                    | N°                     | Ciclista                | Clas.                  | N°                          | Ciclista                    | Clas.                       |
| 121                      | Rick Zabel               | 54°                      | 131                    | Louis Blouwe            | 75°                    | 141                         | Aaron Gate                  | 31°                         |
| 122                      | Itamar Einhorn           | 9°                       | 132                    | Dorian De Maeght        | 108°                   | 142                         | Ethan Batt                  | R                           |
| 123                      | Taj Jones                | 14°                      | 133                    | Cériel Desal            | 70°                    | 143                         | Ollie Jones                 | 63°                         |
| 124                      | Riley Pickrell           | 28°                      | 134                    | Alexander Salby         | 33°                    | 144                         | Luke Mudgway                | 84°                         |
| 125                      | Jens Reynders            | 37°                      | 135                    | Guillaume V. Keirsbulck | 69°                    | 145                         | Mitchel Fitzsimons          | 74°                         |
| 126                      | Rotem Tene               | 57°                      | 136                    | Karl Patrick Lauk       | 40°                    | 146                         | Josh Kench                  | R                           |
| 127                      | Giacomo Nizzolo          | 10°                      | 137                    | Thibaut Bernard         | 71°                    | 147                         | Rory Townsend               | 21°                         |
| Human Powered Health     | Human Powered Health     | Human Powered Health     | Q36.5 Pro Cycling Team | Q36.5 Pro Cycling Team  | Q36.5 Pro Cycling Team | Corratec Selle Italia       | Corratec Selle Italia       | Corratec Selle Italia       |
| N°                       | Ciclista                 | Clas.                    | N°                     | Ciclista                | Clas.                  | N°                          | Ciclista                    | Clas.                       |
| 151                      | August Jensen            | 25°                      | 161                    | Matteo Moschetti        | 13°                    | 171                         | Alexander Konychev          | 29°                         |
| 152                      | Stanisław Aniołkowski    | 11°                      | 162                    | Filippo Conca           | 110°                   | 172                         | Antonio Barać               | 80°                         |
| 153                      | Alan Banaszek            | R                        | 163                    | Alessandro Fedeli       | 101°                   | 173                         | Giulio Masotto              | 136°                        |
| 154                      | Adam de Vos              | 19°                      | 164                    | Tobias Ludvigsson       | 99°                    | 174                         | Simone Olivero              | 67°                         |
| 155                      | Gage Hecht               | 105°                     | 165                    | Nicolò Parisini         | 65°                    | 175                         | Lorenzo Quartucci           | 39°                         |
| 156                      | Wessel Krul              | 72°                      | 166                    | Antonio Puppio          | 83°                    | 176                         | Attilio Viviani             | 23°                         |
| 157                      | Gijs Van Hoecke          | 68°                      | 167                    | Kamil Małecki           | 79°                    | 177                         | Samuele Zambelli            | 24°                         |
| Team Flanders-Baloise    | Team Flanders-Baloise    | Team Flanders-Baloise    | Team Novo Nordisk      | Team Novo Nordisk       | Team Novo Nordisk      | BEAT Cycling Club           | BEAT Cycling Club           | BEAT Cycling Club           |
| N°                       | Ciclista                 | Clas.                    | N°                     | Ciclista                | Clas.                  | N°                          | Ciclista                    | Clas.                       |
| 181                      | Ruben Apers              | 94°                      | 191                    | Hamish Beadle           | 59°                    | 201                         | Matthijs Büchli             | 78°                         |
| 182                      | Lindsay De Vylder        | 27°                      | 192                    | Sam Brand               | 73°                    | 202                         | Gil D'Heygere               | 26°                         |
| 183                      | Sander De Pestel         | 64°                      | 193                    | Joonas Henttala         | 111°                   | 203                         | Bram Dissel                 | 115°                        |
| 184                      | Vito Braet               | 41°                      | 194                    | Declan Irvine           | 38°                    | 204                         | Yoeri Havik                 | 48°                         |
| 185                      | Alex Colman              | 62°                      | 195                    | Matyáš Kopecký          | 12°                    | 205                         | Vincent Hoppezak            | 135°                        |
| 186                      | Ward Vanhoof             | 51°                      | 196                    | Filippo Ridolfo         | 113°                   | 206                         | Emiel Vermeulen             | 97°                         |
| 187                      | Gilles De Wilde          | 85°                      | 197                    | Umberto Poli            | 76°                    | 207                         | Thijs Zonneveld             | 81°                         |